# Cratere Orlova
Orlova  è un cratere sulla superficie di Venere. Deve il proprio nome a Ljubov' Petrovna Orlova (in russo Любовь Петровна Орлова?), attrice, cantante e musicista sovietica di etnia russa.